# Premio al mejor Baloncestista Masculino del Año de la Atlantic Sun Conference
El Premio al mejor Baloncestista Masculino del Año de la ASUN Conference (en inglés, ASUN Conference Men's Basketball Player of the Year) es un galardón que otorga la ASUN Conference al jugador de baloncesto masculino más destacado del año. El premio se concede desde la temporada 1978–79, la primera de existencia de la conferencia, cuando era conocida como Trans America Athletic Conference. Dos jugadores, Willie Jackson de Centenary, y Darius McGhee de Liberty, han ganado el premio en tres ocasiones.
Sólo ha habido un año con doble ganador, en la temporada 1997–98 entre Mark Jones de Central Florida y Sedric Webber de College of Charleston.

## Ganadores

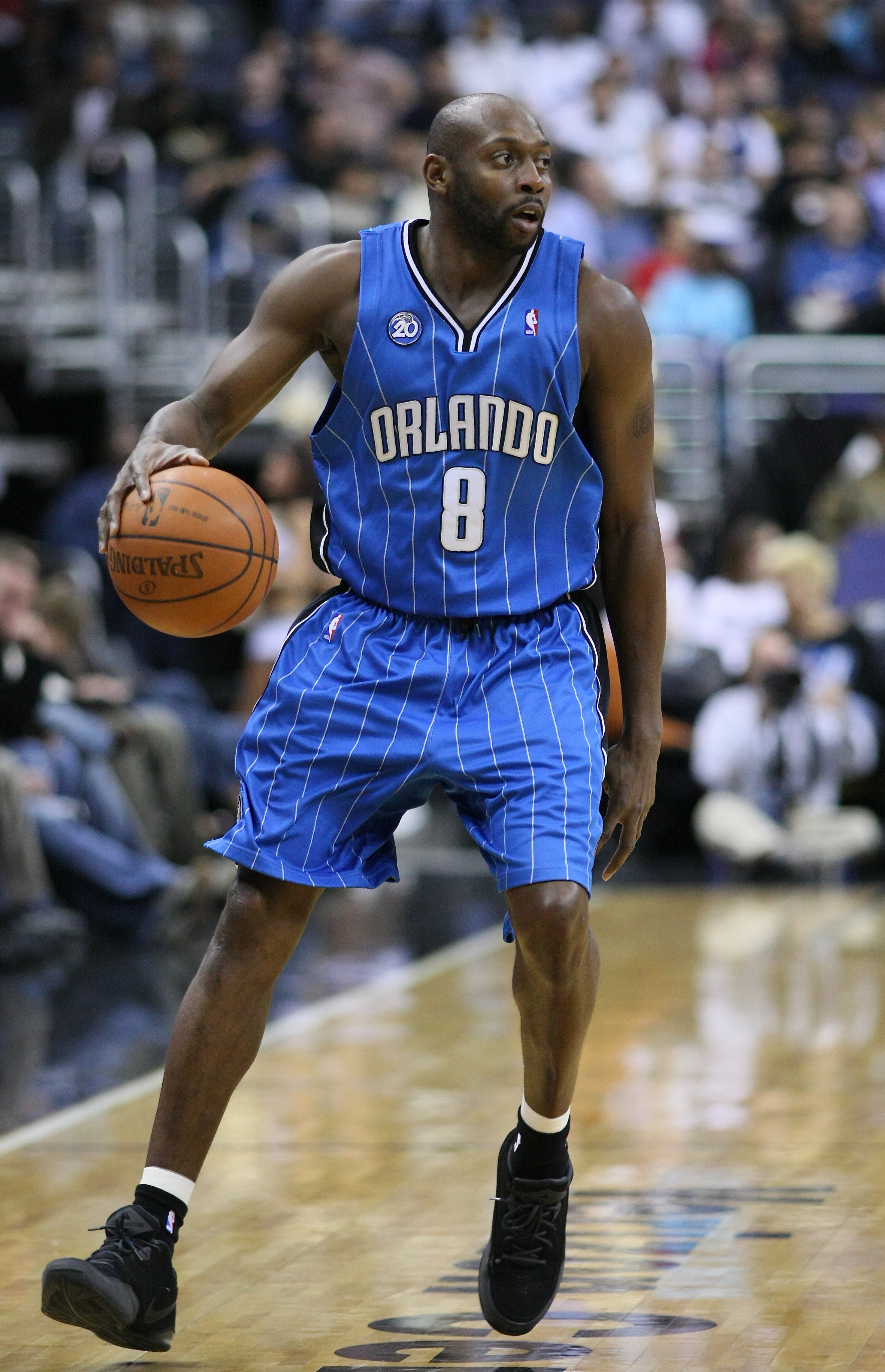
Anthony Johnson ganó el premio en 1997 con College of Charleston.

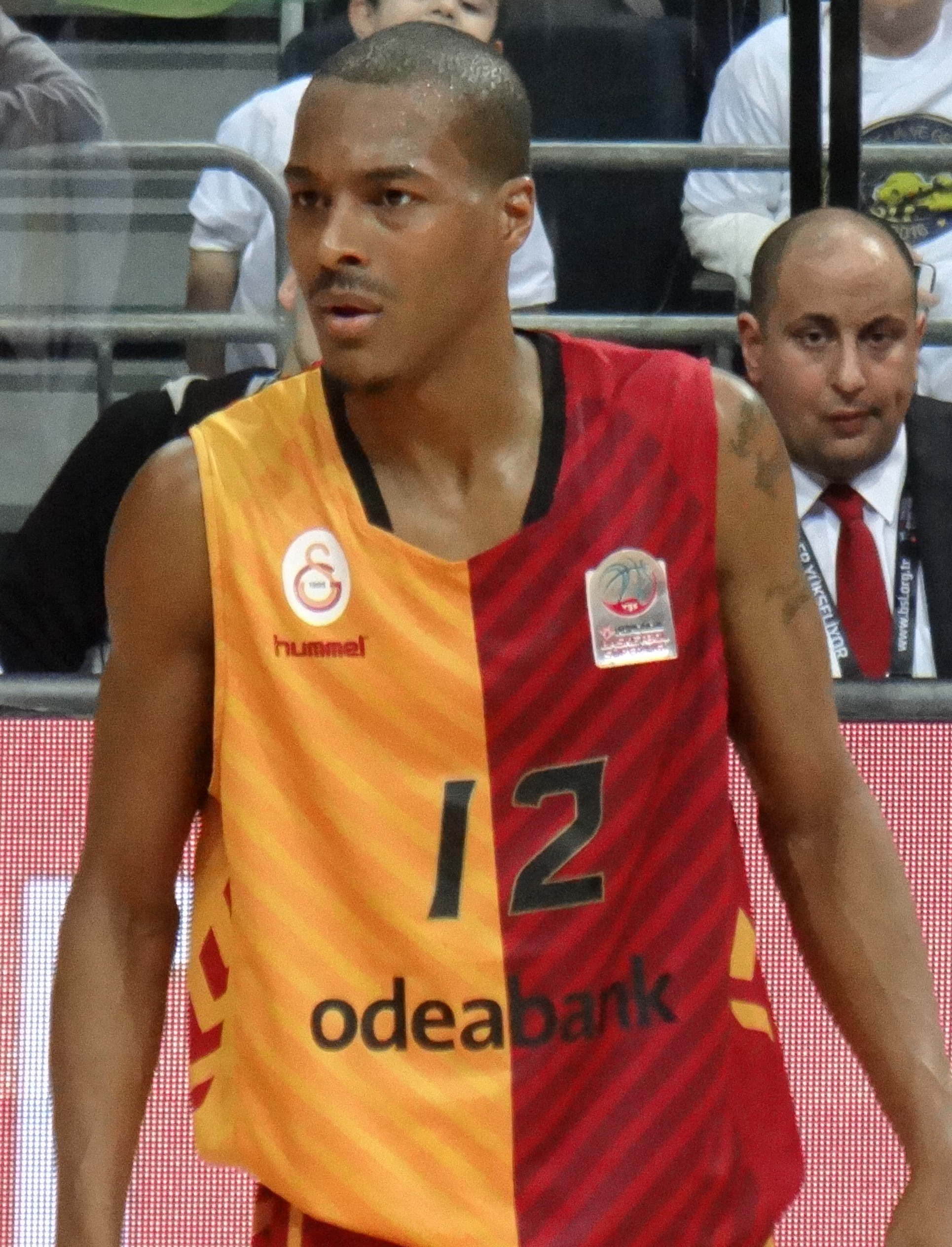
Alex Renfroe ganó el premio en 2009 con Belmont.

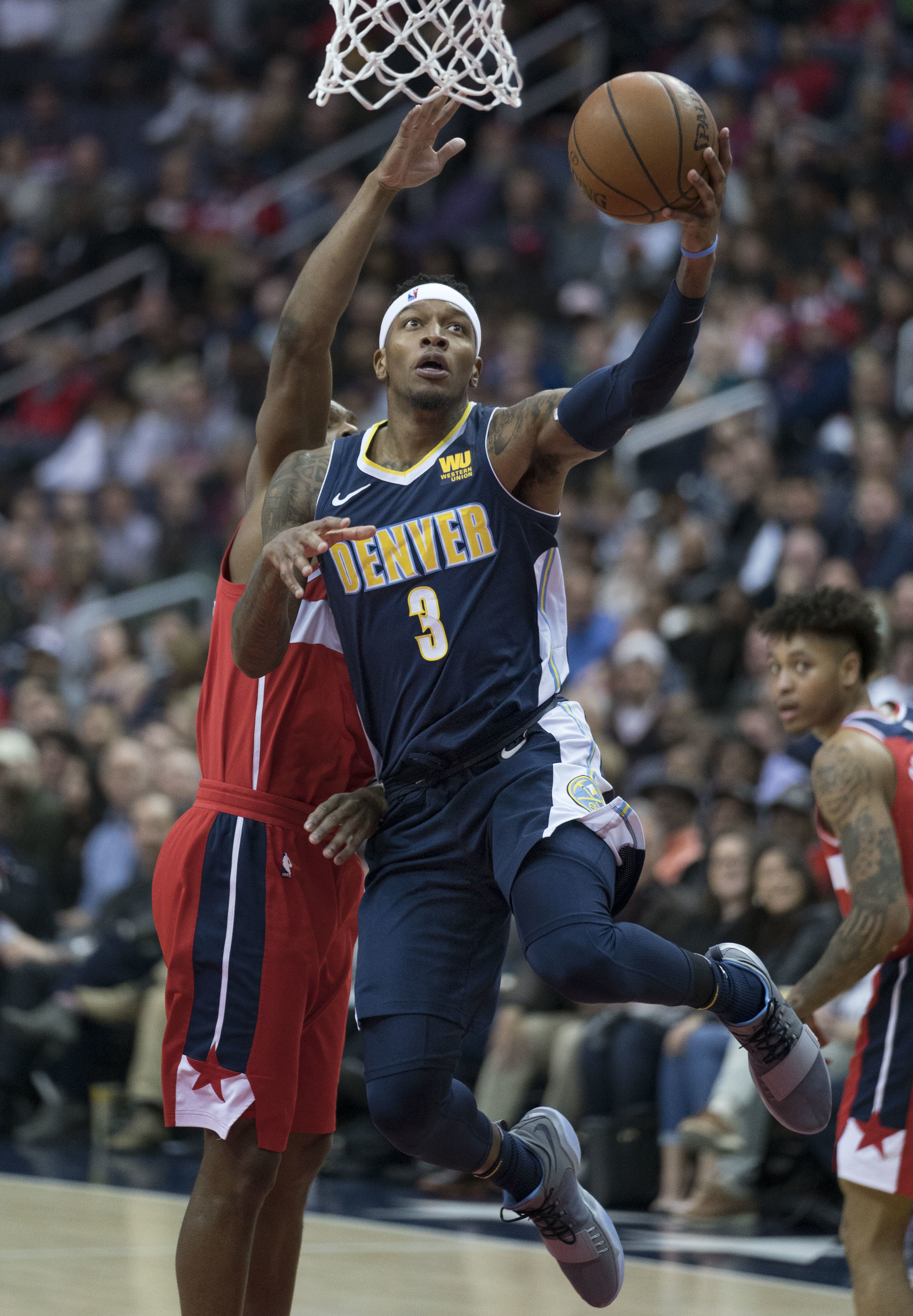
Torrey Craig ganó el premio en 2012 con USC.

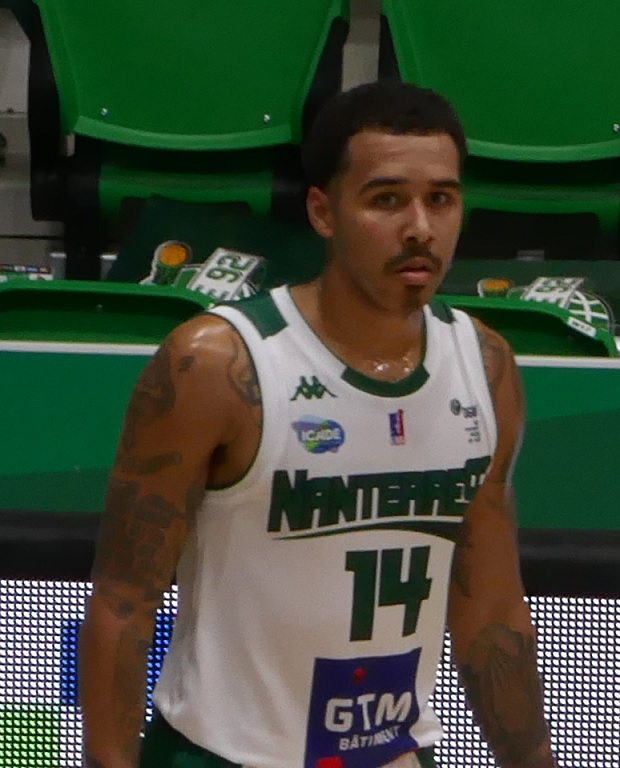
Dallas Moore ganó en 2016 y 2017 con North Florida.

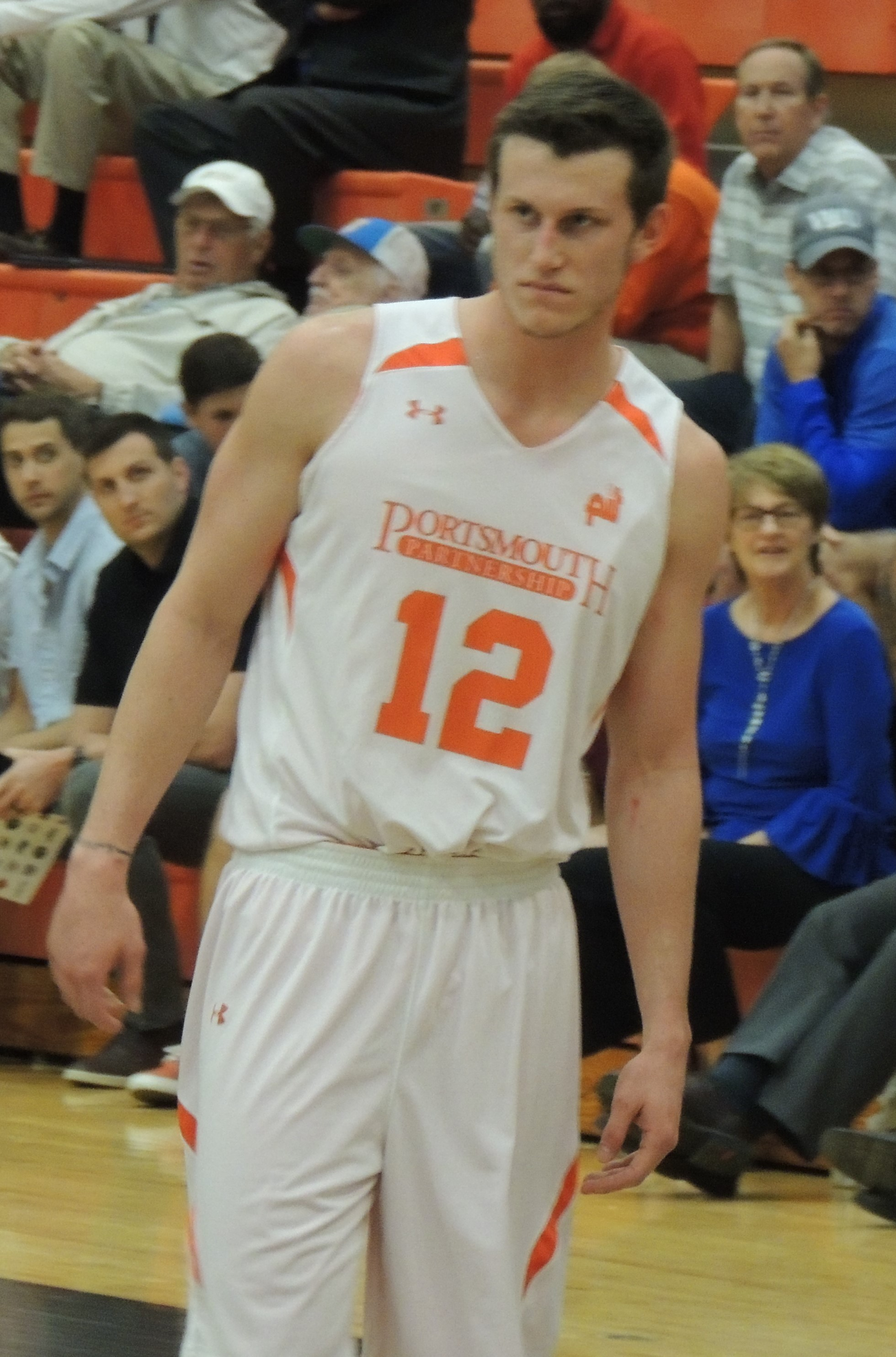
Garrison Mathews ganó en 2019 con Lipscomb.

| †           | Co-Jugadores del Año                                                                                                |
| *           | Ganador del premio al mejor universitario del año: el Naismith College Player of the Year o el John R. Wooden Award |
| Jugador (X) | Denota el número de veces que ha conseguido el galardón                                                             |

| Temporada | Jugador              | Universidad            | Posición          | Curso     |
| --------- | -------------------- | ---------------------- | ----------------- | --------- |
| 1978–79   | Calvin Natt          | Northeast Louisiana    | Alero             | Senior    |
| 1979–80   | George Lett          | Centenary              | Alero             | Senior    |
| 1980–81   | Benton Wade          | Mercer                 | Ala-Pívot         | Senior    |
| 1981–82   | Willie Jackson       | Centenary              | Alero             | Sophomore |
| 1982–83   | Willie Jackson (2)   | Centenary              | Alero             | Junior    |
| 1983–84   | Willie Jackson (3)   | Centenary              | Alero             | Senior    |
| 1984–85   | Sam Mitchell         | Mercer                 | Alero             | Senior    |
| 1985–86   | Myron Jackson        | Arkansas–Little Rock   | Base / Escolta    | Junior    |
| 1986–87   | Brian Newton         | Georgia Southern       | Alero             | Senior    |
| 1987–88   | Jeff Sanders         | Georgia Southern       | Pívot             | Junior    |
| 1988–89   | Jeff Sanders (2)     | Georgia Southern       | Pívot             | Senior    |
| 1989–90   | Larry Robinson       | Centenary              | Escolta           | Senior    |
| 1990–91   | Patrick Greer        | Centenary              | Base              | Senior    |
| 1991–92   | Tony Windless        | Georgia Southern       | Alero             | Senior    |
| 1992–93   | Kenny Brown          | Mercer                 |                   | Senior    |
| 1993–94   | Marion Busby         | College of Charleston  | Base / Escolta    | Junior    |
| 1994–95   | Kerry Blackshear Sr. | Stetson                | Escolta / Alero   | Junior    |
| 1995–96   | Thaddeus Delaney     | College of Charleston  | Pívot             | Junior    |
| 1996–97   | Anthony Johnson      | College of Charleston  | Base / Escolta    | Senior    |
| 1997–98†  | Mark Jones           | Central Florida        | Escolta           | Senior    |
| 1997–98†  | Sedric Webber        | College of Charleston  | Ala-Pívot         | Junior    |
| 1998–99   | Reed Rawlings        | Samford                | Ala-Pívot         | Junior    |
| 1999–00   | Detric Golden        | Troy                   | Base              | Sophomore |
| 2000–01   | Shernard Long        | Georgia State          | Escolta / Alero   | Senior    |
| 2001–02   | Thomas Terrell       | Georgia State          | Alero             | Junior    |
| 2002–03   | Adam Sonn            | Belmont                | Ala-Pívot / Alero | Senior    |
| 2003–04   | Greg Davis           | Troy                   | Base / Escolta    | Senior    |
| 2004–05   | Mike Bell            | Florida Atlantic       | Alero             | Senior    |
| 2005–06   | Tim Smith            | East Tennessee State   | Base              | Senior    |
| 2006–07   | Courtney Pigram      | East Tennessee State   | Base              | Sophomore |
| 2007–08   | Thomas Sanders       | Gardner–Webb           | Base              | Senior    |
| 2008–09   | Alex Renfroe         | Belmont                | Base              | Senior    |
| 2009–10   | Adnan Hodzic         | Lipscomb               | Pívot             | Junior    |
| 2010–11   | Mike Smith           | East Tennessee State   | Escolta           | Senior    |
| 2011–12   | Torrey Craig         | South Carolina Upstate | Ala-Pívot         | Sophomore |
| 2012–13   | Sherwood Brown       | Florida Gulf Coast     | Escolta           | Senior    |
| 2013–14   | Langston Hall        | Mercer                 | Base              | Senior    |
| 2014–15   | Ty Greene            | South Carolina Upstate | Escolta           | Senior    |
| 2015–16   | Dallas Moore         | North Florida          | Base              | Junior    |
| 2016–17   | Dallas Moore (2)     | North Florida          | Base              | Senior    |
| 2017–18   | Brandon Goodwin      | Florida Gulf Coast     | Base              | Senior    |
| 2018–19   | Garrison Mathews     | Lipscomb               | Escolta           | Senior    |
| 2019–20   | Caleb Homesley       | Liberty                | Escolta           | Senior    |
| 2020–21   | Darius McGhee        | Liberty                | Escolta           | Junior    |
| 2021–22   | Darius McGhee (2)    | Liberty                | Escolta           | Senior    |
| 2022–23   | Darius McGhee (3)    | Liberty                | Escolta           | Graduado  |
| 2023–24   | Isaiah Cozart        | Eastern Kentucky       | Pívot             | Senior    |
| 2024–25   | Jacob Ognacevic      | Lipscomb               | Ala-Pívot         | Senior    |

## Ganadores por universidad
| Universidad (en ASUN desde)     | Premios | Años                               |
| ------------------------------- | ------- | ---------------------------------- |
| Centenary (1978)                | 6       | 1980, 1982, 1983, 1984, 1990, 1991 |
| College of Charleston (1992)    | 4       | 1994, 1996, 1997, 1998†            |
| Georgia Southern (1980)         | 4       | 1987, 1988, 1989, 1992             |
| Mercer (1978)                   | 4       | 1981, 1985, 1993, 2014             |
| Liberty (2018)                  | 4       | 2020, 2021, 2022, 2023             |
| Lipscomb (2007)                 | 3       | 2010, 2019, 2025                   |
| East Tennessee State (2005)     | 3       | 2006, 2007, 2011                   |
| Belmont (2001)                  | 2       | 2003, 2009                         |
| South Carolina Upstate (2007)   | 2       | 2012, 2015                         |
| Georgia State (1984)            | 2       | 2001, 2002                         |
| Troy (1997)                     | 2       | 2000, 2004                         |
| North Florida (2005)            | 2       | 2016, 2017                         |
| Florida Gulf Coast (2007)       | 2       | 2013, 2018                         |
| Eastern Kentucky (2021)         | 1       | 2024                               |
| Arkansas–Little Rock (1980)     | 1       | 1986                               |
| Central Florida (1992)          | 1       | 1998†                              |
| Florida Atlantic (1993)         | 1       | 2005                               |
| Gardner–Webb (2002)             | 1       | 2008                               |
| Northeast Louisiana (1978)      | 1       | 1979                               |
| Bellarmine (2020)               | 0       | —                                  |
| Campbell (1994)                 | 0       | —                                  |
| Central Arkansas (2021)         | 0       | —                                  |
| Jacksonville (1997)             | 0       | —                                  |
| Jacksonville State (1995, 2021) | 0       | —                                  |
| Kennesaw State (2005)           | 0       | —                                  |
| NJIT (2015)                     | 0       | —                                  |
| North Alabama (2018)            | 0       | —                                  |
| North Florida (2005)            | 0       | —                                  |
| Northern Kentucky (2012)        | 0       | —                                  |
| Queens (2022)                   | 0       | —                                  |